# Émerson (ur. 1975)
Émerson, właśc. Émerson Carvalho da Silva (ur. 5 stycznia 1975 w Bauru) – piłkarz brazylijski, występujący podczas kariery na pozycji środkowego obrońcy.

## Kariera klubowa
Émerson karierę piłkarską rozpoczął w klubie XV de Jaú w 1993. W 1994 został zawodnikiem pierwszoligowej Portuguesy São Paulo. W Portuguesie 8 sierpnia 1995 w przegranym 1-2 derbowym meczu z São Paulo FC Émerson zadebiutował w lidze brazylijskiej.
Z Portuguesą zdobył wicemistrzostwo Brazylii 1996. W 2001 występował w São Paulo FC, a w 2002 w Vitórii Salvador. Z Vitórią zdobył mistrzostwo stanu Bahia – Campeonato Baiano. W 2003 Émerson wyjechał do Japonii do klubu Shimizu S-Pulse. Wiosną 2004 występował krótko w portugalskim CF Os Belenenses. Po powrocie do Brazylii został zawodnikiem Parany Kurytyba.
W 2005 Émerson był zawodnikiem Botafogo FR, po czym powrócił do Parany. Z Paraną zdobył mistrzostwo stanu Paraná – Campeonato Paranaense w 2006. W Paranie 28 października 2006 w przegranym 0-4 meczu z Athletico Paranaense Émerson po raz ostatni wystąpił w lidze brazylijskiej. Ogółem w latach 1996–2006 w lidze brazylijskiej wystąpił w 162 meczach, w których strzelił 14 bramek. Karierę zakończył w drugoligowym Ponte Preta Campinas w 2007.

## Kariera reprezentacyjna
Émerson w reprezentacji Brazylii zadebiutował 23 maja 2000 w wygranym 3-0 towarzyskim meczu z reprezentacją Walii.
Ostatni raz w reprezentacji Émerson wystąpił 3 września 2000 w wygranym 5-0 meczu eliminacji Mistrzostw Świata 2002 z reprezentacją Boliwii.
| Mecze i gole w reprezentacji | Mecze i gole w reprezentacji | Mecze i gole w reprezentacji | Mecze i gole w reprezentacji | Mecze i gole w reprezentacji | Mecze i gole w reprezentacji | Mecze i gole w reprezentacji |
| #                            | Data                         | Miasto                       | Przeciwnik                   | Gol                          | Wynik                        | Rozgrywki                    |
| ---------------------------- | ---------------------------- | ---------------------------- | ---------------------------- | ---------------------------- | ---------------------------- | ---------------------------- |
| 1.                           | 23.05.2000                   | Cardiff                      | Walia                        |                              | 3:0                          | towarzyski                   |
| 2.                           | 27.05.2000                   | Londyn                       | Anglia                       |                              | 1:1                          | towarzyski                   |
| 3.                           | 03.09.2000                   | Rio de Janeiro               | Boliwia                      |                              | 5:0                          | el. MŚ 2002                  |